# Ingoy
Ingøy es una isla del mar de Noruega localizada unos 60 km al oeste de cabo Norte, en el municipio de Måsøy, en Laponia, Noruega. Tiene un área total de 18,1 kilómetros cuadrados, y el punto más alto de la isla es el Mafjordfjell, con 332 metros. La isla tiene alrededor de 25 habitantes. 
La población de Ingøy es de nacionalidad noruega. Antiguamente estacionaban en Mafjorden balleneros neerlandeses y funcionarios daneses. También existe un pueblo de pescadores colonos sami en la costa. Hoy en día, la mayoría de los noruegos Ingøy, son ayudados por los finlandeses, los trabajadores del Báltico y Norte de Noruega, con un área para la pesca, cuyos productos comercializados son denominados "la casa familiar Ingøy", propiedad de Fjord Salmon AS Ålesund. 
Desde el año 2000, la isla Ingøy posee una estación de onda larga Noruega (NRK). Con una antena de transmisión de 362 metros de altura, que utiliza un mástil con tirantes. Es la estructura más alta en Escandinaviay es similar a la Canal Donebach Pardun en la energía de radiofrecuencia. Al igual que en Donebach, la frecuencia radiada es de 153 kHz, lo que hace que la recepción de esta estación en Alemania sea buena. La energía utilizada es inferior a 100 kilovatios en Donebach y puede funcionar con un solo mástil Ingøy y llegar hasta Rundstrahlmodus. La estación de radio dejó de estar en funcionamiento 2019.
En Ingøy junto a Langwellensendemast Fruholmen fyr, se encuentran los faros más septentrionales del mundo.